# La Roche-de-Rame
 La Roche-de-Rame  es una comuna y población de Francia, en la región de Provenza-Alpes-Costa Azul, departamento de Altos Alpes, en el distrito de Briançon y cantón de L'Argentière-la-Bessée.
Está integrada en la Communauté de communes du Pays des Écrins .

## Demografía
| 596 | 601 | 653 | 726 | 702 | 678 |
| Para los censos de 1962 a 1999 la población legal corresponde a la población sin duplicidades (Fuente: INSEE [Consultar]) |     |     |     |     |     |